# Leucocarbo bransfieldensis
El cormorán antártico (Leucocarbo bransfieldensis) es una especie de ave suliforme de la familia Phalacrocoracidae que vive en la península antártica y en las islas Shetland del Sur. Anteriormente se consideraba una subespecie del cormorán imperial (L. atriceps), siendo su apariencia similar, pero ahora se consideran especies separadas. Alcanza a medir 80 cm.